# カンペッロ・スル・クリトゥンノ
カンペッロ・スル・クリトゥンノ（伊: Campello sul Clitunno）は、イタリア共和国ウンブリア州ペルージャ県にある、人口約2,300人の基礎自治体（コムーネ）。

## 地理

### 位置・広がり

#### 隣接コムーネ
隣接するコムーネは以下の通り。
- チェッレート・ディ・スポレート
- セッラーノ
- スポレート
- トレーヴィ
- ヴァッロ・ディ・ネーラ

### 気候分類・地震分類
カンペッロ・スル・クリトゥンノにおけるイタリアの気候分類 (it) および度日は、zona D, 2085 GGである。
また、イタリアの地震リスク階級 (it) では、zona 1 (sismicità alta) に分類される。

## 行政

### 分離集落
カンペッロ・スル・クリトゥンノには、以下の分離集落（フラツィオーネ）がある。
- Acera, Agliano, Campello Alto, Fontanelle, La Bianca, Lenano, Pettino, Pissignano, Ravale, Settecamini, Spina Nuova, Villa